# Lovrečka Varoš
Lovrečka Varoš  falu Horvátországban Zágráb megyében. Közigazgatásilag Vrbovechez tartozik.

## Fekvése
Zágrábtól 35 km-re északkeletre, községközpontjától 3 km-re északra fekszik. 

## Története
Lovrečka Varoš a vidék egyik legősibb települése, melyet Szent Lőrinc tiszteletére szentelt templomával és plébániájával már 1317-ben említenek. 1497-ben és 1707-ben vásáros helyként szerepel. A magyar eredetű "Varoš" név 1598-ban jelenik meg a település nevében "Varas apud ecclesiam sancti Laurentii" alakban. 1802-ben birtokosa a Galjuf és Terek család volt, egyébként története során mindvégig a Gostović-Lovrečina uradalom része volt. Iskoláját 1857-ben alapították 62 gyermekkel, a 20. század folyamán azonban megszüntették és Banovóra helyezték át. 
1857-ben 149, 1910-ben 215 lakosa volt. Trianonig Belovár-Kőrös vármegye Kőrösi járásához tartozott. 2001-ben 141 lakosa volt. 

## Lakosság
| Lakosság változása | Lakosság változása | Lakosság változása | Lakosság változása | Lakosság változása | Lakosság változása | Lakosság változása | Lakosság változása | Lakosság változása | Lakosság változása | Lakosság változása | Lakosság változása | Lakosság változása | Lakosság változása | Lakosság változása |
| ------------------ | ------------------ | ------------------ | ------------------ | ------------------ | ------------------ | ------------------ | ------------------ | ------------------ | ------------------ | ------------------ | ------------------ | ------------------ | ------------------ | ------------------ |
| 1857               | 1869               | 1880               | 1890               | 1900               | 1910               | 1921               | 1931               | 1948               | 1953               | 1961               | 1971               | 1981               | 1991               | 2001               |
| 149                | 128                | 110                | 140                | 169                | 215                | 198                | 182                | 178                | 183                | 162                | 151                | 152                | 134                | 141                |

## Nevezetességei
Szent Lőrinc tiszteletére szentelt temploma a 14. században már állt, a török azonban lerombolta. A mai, a réginél szerényebb kivitelű egyhajós  templomot a 18. század második felében építették késő barokk – klasszicista stílusban. Egyedülálló nevezetessége az 1780-ban készített Jónás és a cethal alakjára formált szószék, ismeretlen mester alkotása. A Jónást elnyelni készülő cethal a szószék alsó részének díszítését képezi, míg maga Jónás a szószék tetején áll. Hasonló szószékek másutt csak Csehországban és Németországban találhatók.